# Comuna Kaliujne, Lebedîn
Kaliujne (în ucraineană Калюжне) este o comună în raionul Lebedîn, regiunea Sumî, Ucraina, formată din satele Ceremuhivka, Hudîmivka, Kaliujne (reședința), Korceanî, Leașkî, Radciukî, Topcii, Trîhubî, Verșîna și Zabuhî.

## Demografie
Componența lingvistică a comunei Kaliujne
     Ucraineană (97,71%)
     Rusă (1,91%)
     Alte limbi (0,38%)
Conform recensământului din 2001, majoritatea populației comunei Kaliujne era vorbitoare de ucraineană (97,71%), existând în minoritate și vorbitori de rusă (1,91%).